# معدن‌کاری

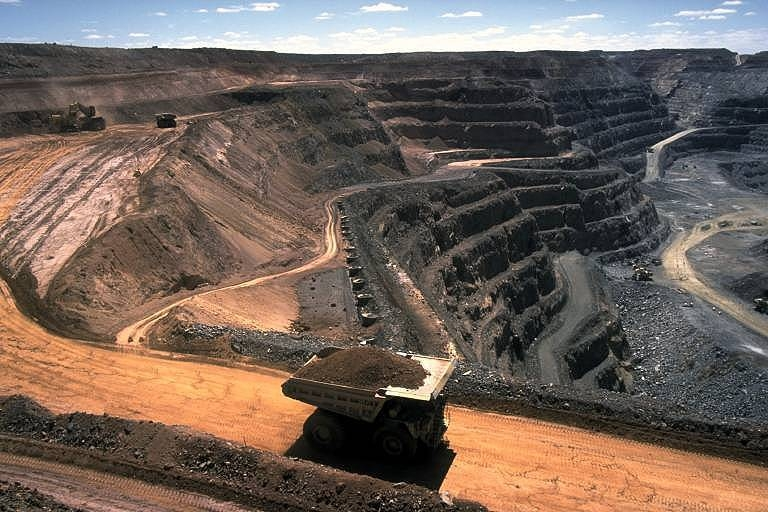
معدن زغال‌سنگ

معدنکاری یا برداشت کانی‌ها به عمل استخراج کانی‌های ارزشمند یا دیگر مواد از زمین و معمولاً از معادن گفته می‌شود. موادی که از این کانسارها به‌دست می‌آید شامل فلزات، زغال‌سنگ، شیل نفتی، سنگ‌های قیمتی، الماس، سنگ آهک، سنگ نمک، طلا، نقره، پتاس، شن، خاک رس و موادی از این دست می‌شود. معدن‌کاری برای به‌دست آوردن هر ماده‌ای که نمی‌توان از طریق فرآیندهای کشاورزی رشد داد، یا به‌طور مصنوعی در آزمایشگاه یا کارخانه تولید کرد، لازم است. در یک تعریف کامل‌تر معدن‌کاری شامل برداشت هرگونه منبع تجدیدناپذیر مانند نفت، گاز طبیعی یا حتی آب نیز می‌شود.

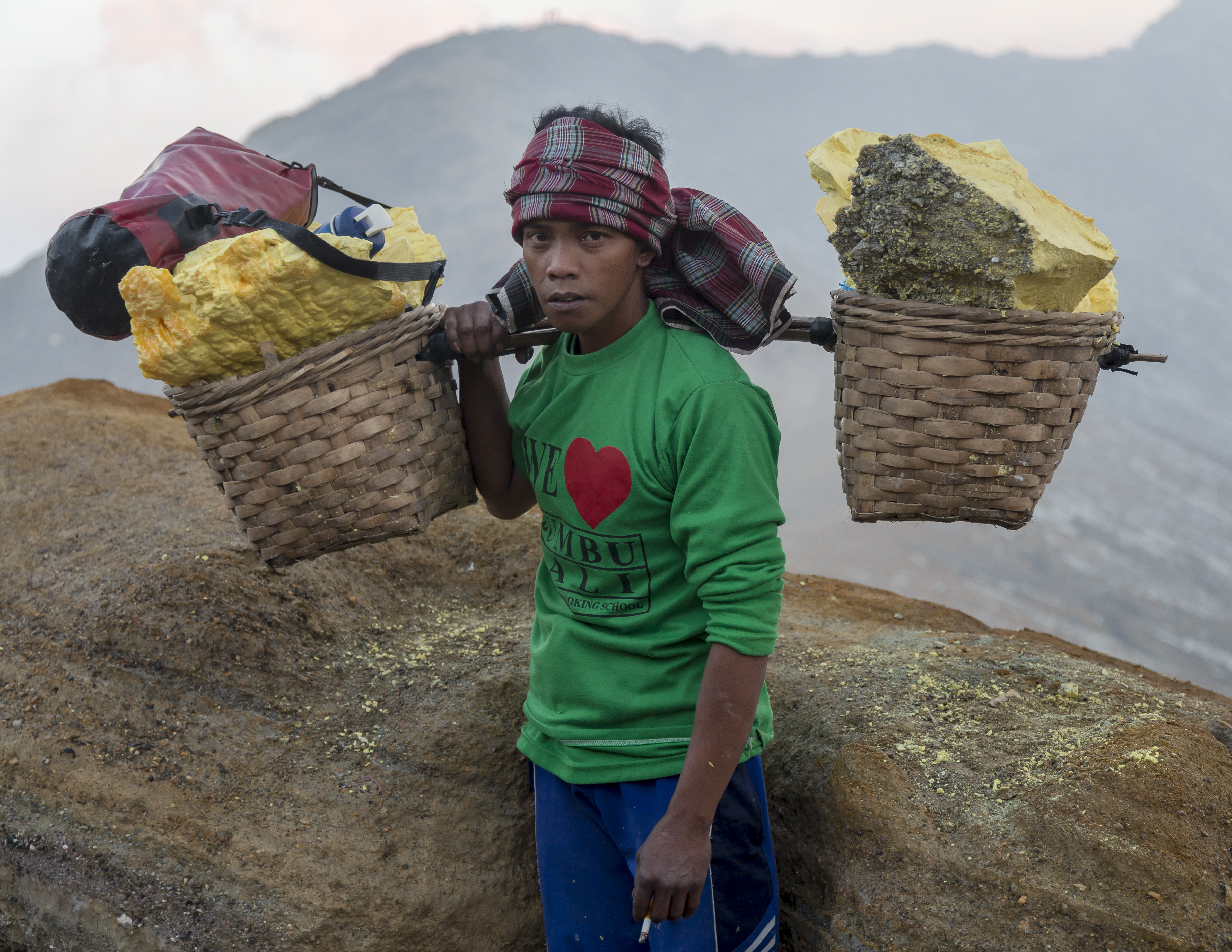
یک کارگر معدن با ۹۰ کیلوگرم بار گوگرد که آن را از کف آتشفشان ایجن با خود حمل کرده است.

استخراج سنگ و فلز از زمان‌های پیش از تاریخ توسط انسان انجام می‌شده است. فرآیندهای معدن‌کاری امروزی شامل جستجوی بدنه معادن، تجزیه و تحلیل ظرفیت سودآوری یک معدن پیدا شده، استخراج مواد مورد نظر و احیای نهایی زمین پس از بسته شدن معدن است.

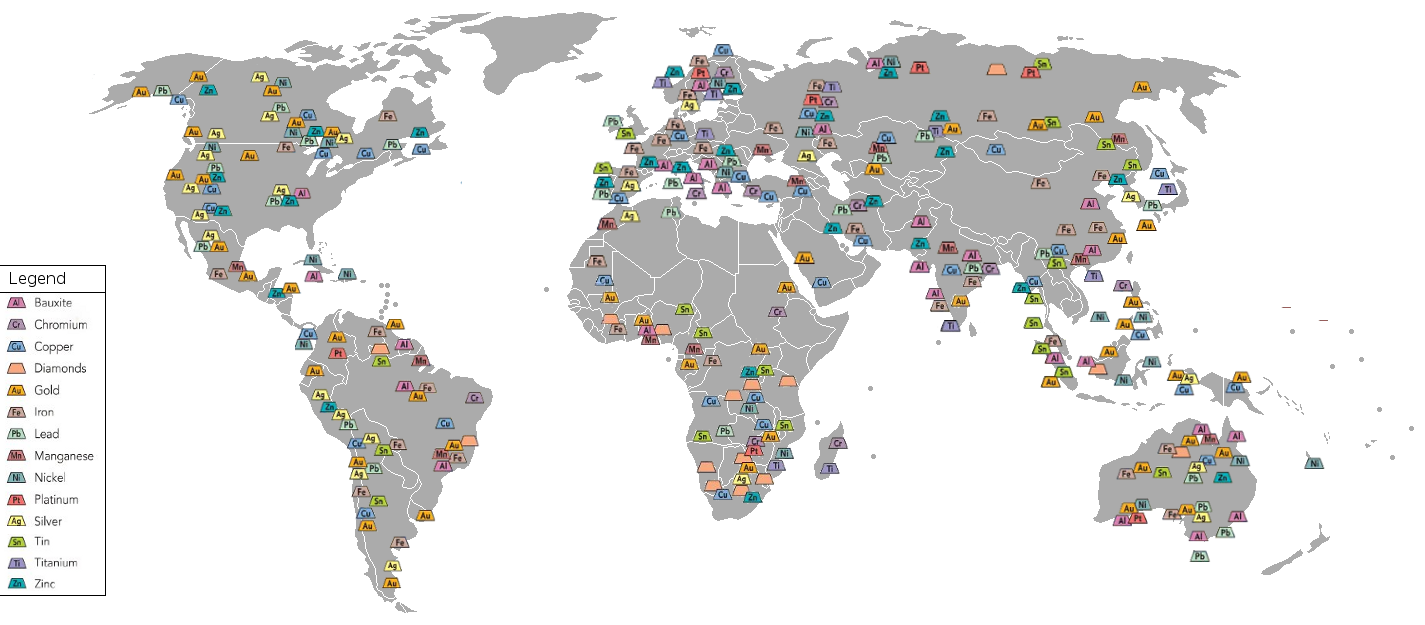
یک نقشه ساده از معادن فعال جهان.

عملیات استخراج، هم در طول دوره فعالیت معدن و هم پس از بسته شدن آن، معمولاً بر روی بر محیط زیست اثرات مخربی به‌جا می‌گذارد. از این رو، بیشتر کشورهای جهان مقرراتی را برای کاهش این تأثیرات منفی تصویب کرده‌اند. موضوع ایمنی کار نیز، مدت‌های طولانی است که نگران‌کننده است و شیوه‌های نوین بهبود چشمگیری در زمینه ایمنی در معادن به دنبال داشته است.

## تکنیک‌های استخراج

استخراج دیوارطولانی زیر زمینی.

تکنیک‌های استخراج را می‌توان به دو نوع حفاری متداول تقسیم کرد: استخراج سطحی و استخراج زیرسطحی (زیرزمینی). امروزه استخراج سطحی بسیار رایج است و به عنوان مثال ۸۵٪ از مواد معدنی در آمریکا (به استثنای نفت و گاز طبیعی)، از جمله ۹۸٪ سنگ‌های معدنی فلزی، به این روش استخراج می‌شوند.
مواد هدف به دو دسته کلی تقسیم می‌شوند: رسوبات جامانده (ذخایر پلاسری)، که شامل مواد معدنی ارزشمند موجود در شن‌های رودخانه، شن‌های ساحلی و سایر مواد غیر تلفیقی است؛ و رسوبات لود (lode deposits)، که شامل مواد معدنی با ارزش در رگه‌ها، لایه‌ها یا دانه‌های معدنی که به‌طور کلی در کل توده تخته سنگ پراکنده شده است. هر دو نوع کانسار معدنی، پلاسر یا لود، به دو روش سطحی و زیرسطحی استخراج می‌شوند.
استخراج برخی از مواد، از جمله بسیاری از عناصر کمیاب زمین و استخراج اورانیوم، با روش‌های کمتر متداولی مانند شستشوی درجا انجام می‌شود: در این روش هیچگونه حفاری نه در سطح و نه در زیرزمین انجام نمی‌شود. استخراج مواد معدنی هدف توسط این روش مستلزم محلول بودن آنها است، به عنوان مثال، پتاس، پتاسیم کلرید، سدیم کلرید، و سدیم سولفات که در آب حل می‌شوند. برخی از مواد معدنی مانند سنگ‌های معدنی مس و اکسید اورانیوم برای حل شدن به محلول‌های اسید یا کربنات نیاز دارند.

### استخراج سطحی
در استخراج سطحی برای دستیابی به ذخایر سنگ معدن، پوشش گیاهی سطحی، گل و لای و در صورت لزوم لایه‌های سنگ بستر برداشته می‌شوند. تکنیک‌های استخراج سطحی عبارتند از:
- استخراج معادن روباز (Open-pit Mining)، که در آن مواد از یک گودال باز در زمین استخراج می‌شوند.[۶]
- استخراج معادن سنگ (quarrying)، که با استخراج معدن روباز یکسان است، با این تفاوت که به معادن ماسه، شن، سنگ و خاک اشاره دارد.[۶]
- استخراج رگه ای (strip mining)، که شامل جدا کردن لایه‌های سطحی برای آشکار کردن سنگ‌های معدن یا درزهای زیر زمین است؛
- برداشتن قله کوه (mountaintop removal)، که معمولاً برای استخراج زغال‌سنگ انجام می‌شود، و شامل برداشتن قله کوه برای رسیدن به کانسارهای معدنی موجود در عمق است. بیشتر ذخایر پلاسری (ولی نه همه)، به دلیل طبیعت عمق کم آنها، با روش‌های سطحی استخراج می‌شوند.
- استخراج گورستان پسماندشهری (Landfill mining)، که در آن گورستان‌های قدیمی پسماند شهری حفاری شده و فراوری می‌شوند.[۷] استخراج از محل دفن زباله به عنوان یک راه حل برای مقابله با انتشار طولانی مدت متان و کاهش آلودگی محلی در نظر گرفته می‌شود.[۸]

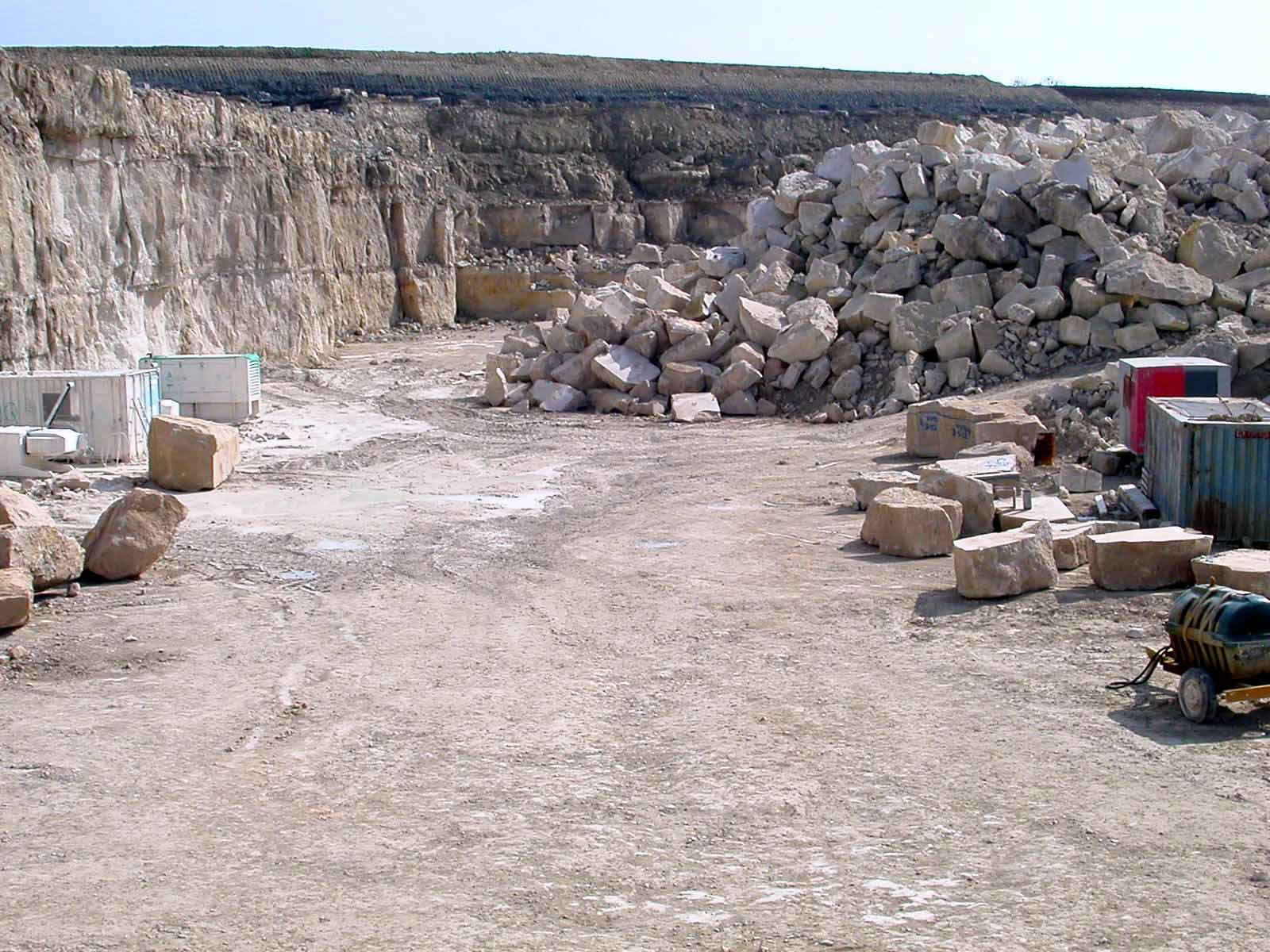
استخراج سنگ معدن از معدن سنگ پورتلند.
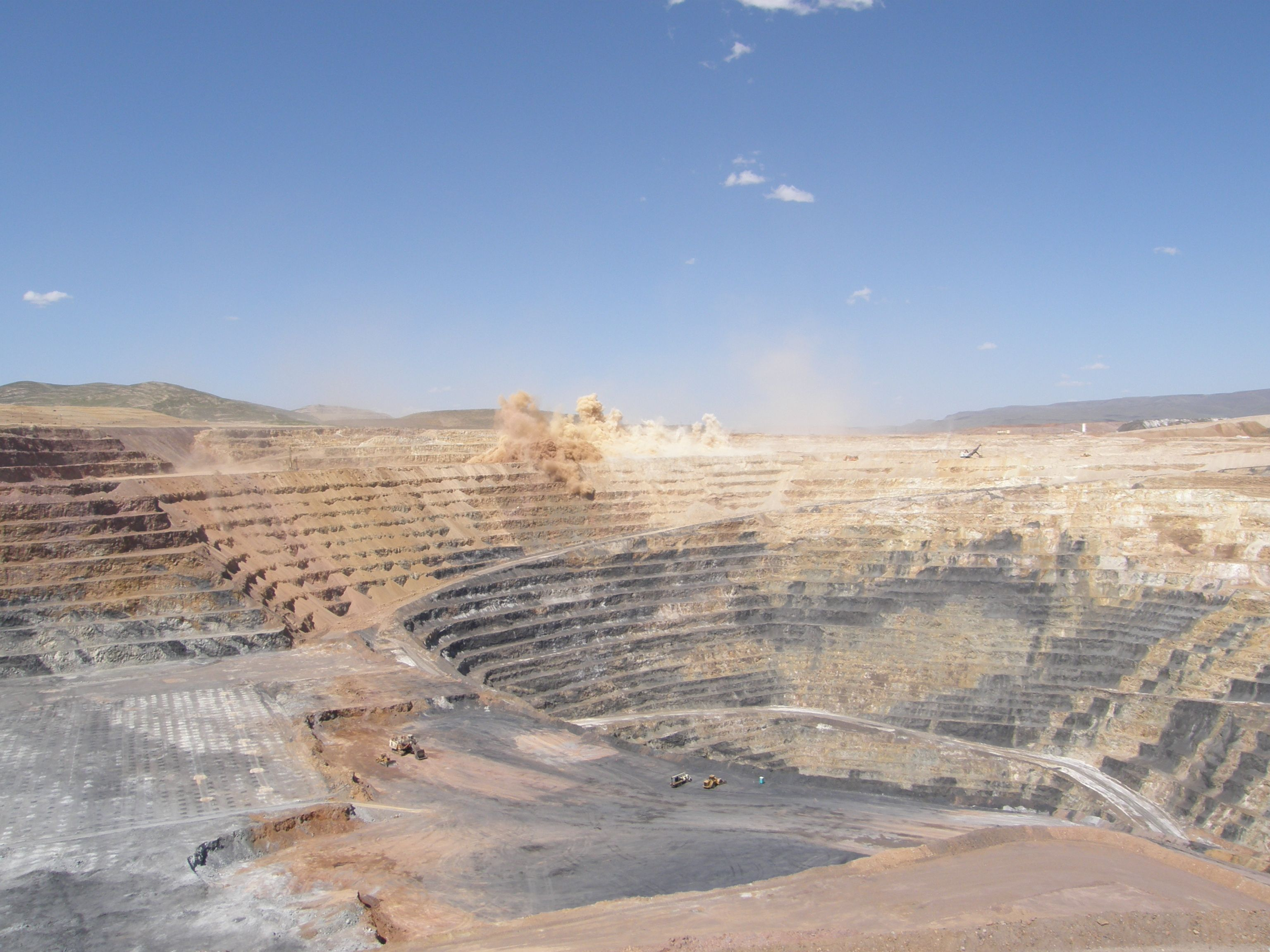
معدن طلای سد طلوع در استرالیا. که یک معدن روباز (Open-pit) است.
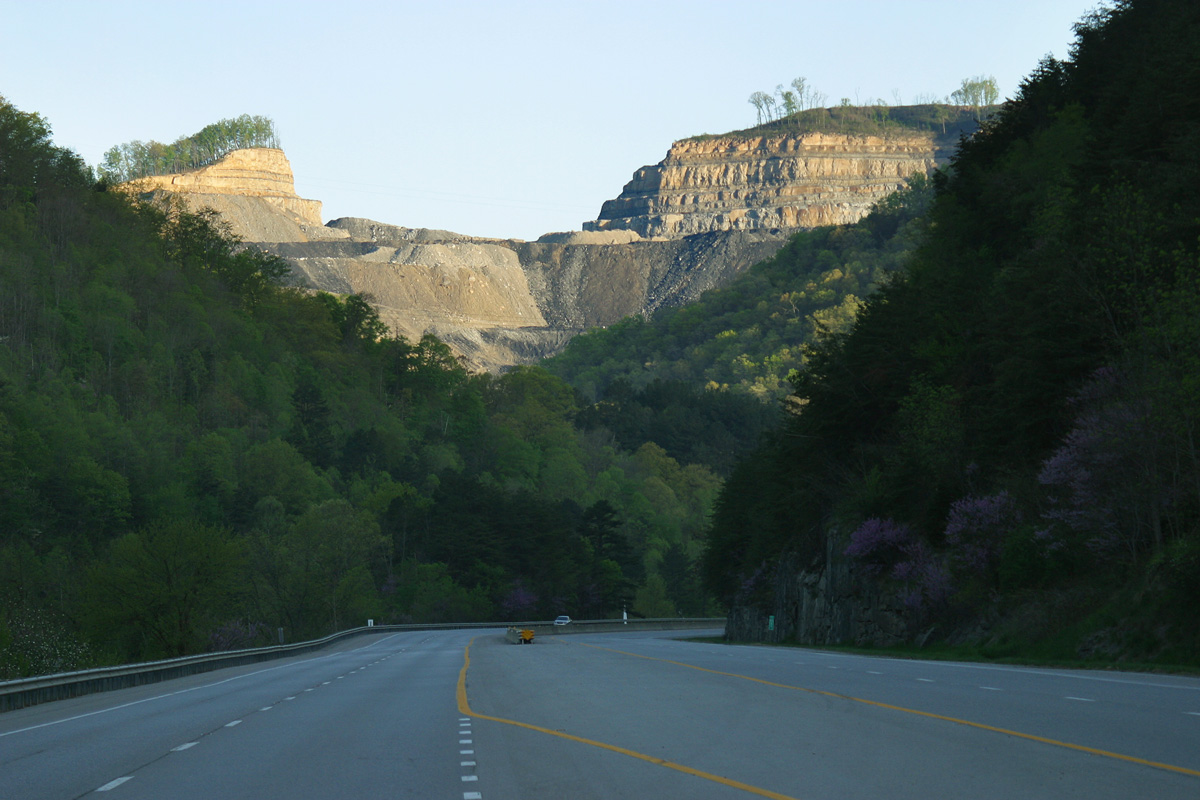
استخراج به روش برداشتن قله کوه. معدنی در کنتاکی آمریکا.
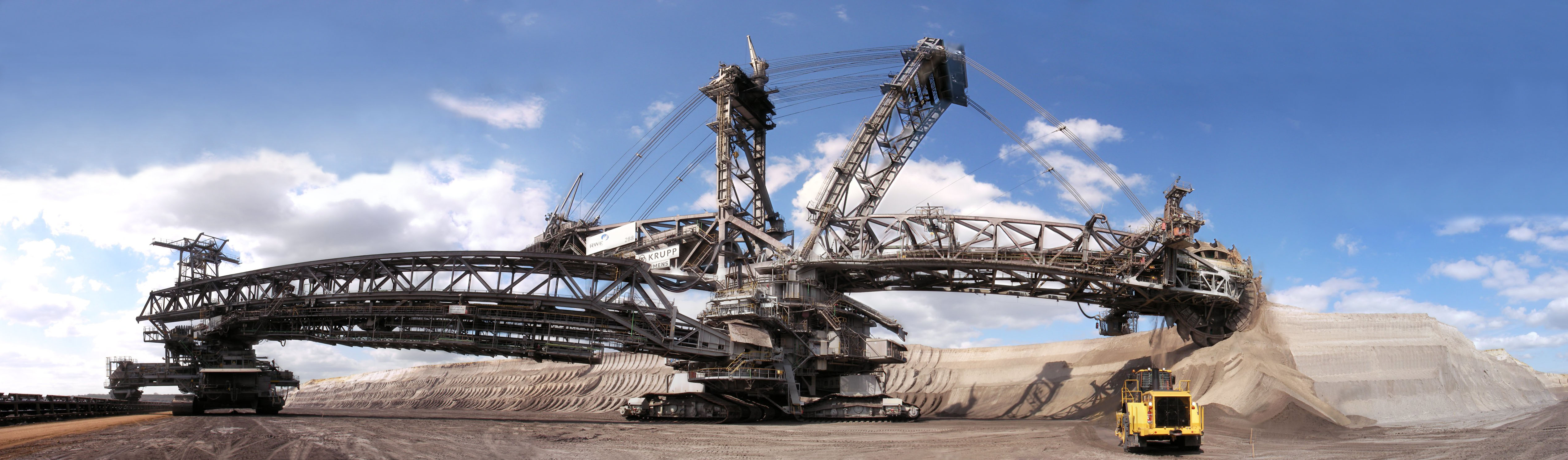
چرخ‌بیل Bagger ۲۸۸ که نوعی بیل مکانیکی بسیار بزرگ برای استخراج معادن رگه ای است.
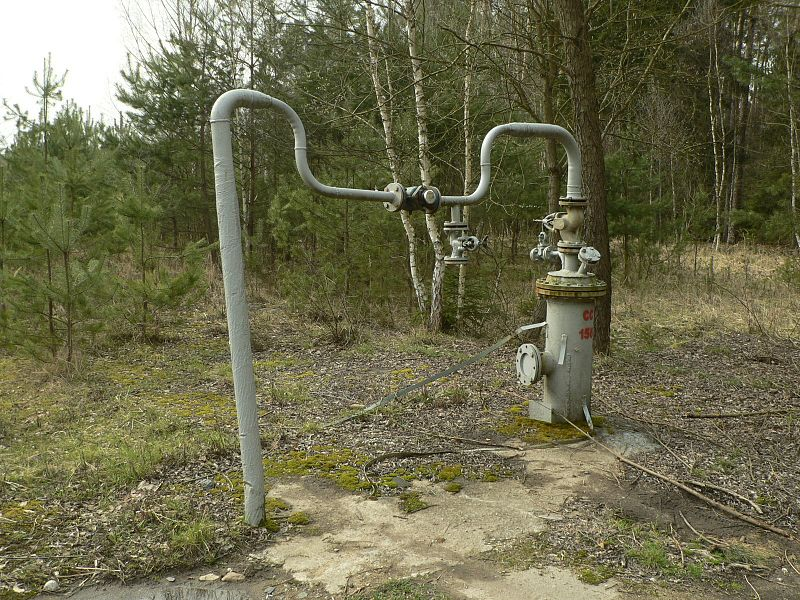
بقایای سیستم شستشوی درجا در یک معدن اورانیم در کشور چک.

### استخراج زیرسطحی
استخراج زیرسطحی شامل حفر تونل یا شافت به داخل زمین برای رسیدن به ذخایر سنگ معدن است. سنگ‌های معدنی، جهت فرآوری و تخته سنگ‌های زائد، جهت دفع، از طریق این تونل‌ها و شافت‌ها به سطح زمین انتقال داده می‌شوند. استخراج زیرسطحی را می‌توان با توجه به نوع شافت‌های دستیابی، و روش‌های استخراج یا روش‌های استفاده شده برای رسیدن به کانسار معدنی طبقه‌بندی کرد.
- در استخراج افقی (Drift mining) از تونل‌های دسترسی افقی استفاده می‌شود،
- در استخراج شیبی (Slope mining) از شافت‌های دسترسی شیب دار استفاده می‌شود،
- در استخراج عمودی (Shaft mining) از شافت‌های دسترسی عمودی استفاده می‌شود.

استخراج در بسترهای سخت و نرم به تکنیک‌های مختلفی نیاز دارد. سایر روش‌ها عبارتند از:
- روش استخراج انباره‌ای (shrinkage stoping)، که منظور استخراج به سمت بالا، و ایجاد اتاقک‌های زیرزمینی ذخیره‌سازی است،
- روش استخراج جبهه کار بلند (long wall mining)، که منظور خرد کردن سطح یک سنگ معدنی طولانی در زیرزمین است،
- روش استخراج اتاق و پایه (Room and pillar)، که در این روش تونل‌هایی حفاری شده و ستون‌هایی برای پشتیبانی از سقف ایجاد می‌شود. پس از استخراج اتاق و ستون اغلب استخراج عقب‌نشینی انجام می‌شود، که در آن ستون‌های پشتیبانی با عقب‌نشینی معدنچیان برداشته می‌شوند و اتاقک‌ها تخریب و پر می‌شوند و در نتیجه سنگ معدن بیشتری در معرض کار قرار می‌گیرد.
- روش استخراج کارگاه و پایه (Stope and Pillar)، این روش شباهت‌های زیادی با روش اتاق و پایه دارد اما در این روش پایه‌ها از نظر شکل و ابعاد به صورتی نامنظم و تصادفی جانمایی شده‌اند، ضخامت کانسار متوسط است (بیش از ۶ متر) و ماده معدنی استخراجی زغال‌سنگ نیست.
- روش استخراج کند و آکند (Cut and Fill)، جزو روش‌های با نگهداری است (محل استخراج دوباره توسط خاک و باطله پر می‌شود) که در کانسارهای پرشیب و موادمعدنی رگه‌ای تحت شرایط نامناسب کمرها یا ماده‌معدنی افقی با ضخامت زیاد مورد استفاده قرار می‌گیرد. این روش برای کانسارهای غیرلایه‌ای، انعطاف پذیرترین روش از نظر شرایط کاربرد و اجرا است و هر چه شیب کانسار زیادتر باشد، نتایج مطلوب‌تری حاصل می‌شود.
- روش استخراج تخریب بلوکی (Block Caving)، تخریب بلوکی واژهای عمومی است و به روش معدنکاری توده‌ای عمیق اشاره دارد که در آن استخراج ماده‌معدنی تا حد زیادی به عمل گرانش بستگی دارد. روش تخریب بلوکی به دلیل هزینه پایین و ظرفیت تولید بالا، اکثراً در مورد توده‌های معدنی بزرگ به کار می‌رود. در این روش به وسیله زیر برش، ناحیه‌ای با ابعاد کافی برداشته می‌شود، به گونه‌ای که توده بالایی به‌طور طبیعی تخریب شود. تخلیه موادمعدنی خرد شده از قسمت پایینی ستون معدنی سبب می‌شود که عمل تخریب به سمت بالا و تا زمانی که تمام توده بالای افق زیر برش خرد شود، ادامه یابد.
- روش استخراج از طبقات فرعی (Sublevel Stoping)، یکی از روش‌های استخراج بدون نگهداری می‌باشد که اغلب در معادن مس، آهن، روی، گوگرد، سرب، طلا، سنگ آهک و نیکل مورد استفاده قرار می‌گیرد. این روش برای استخراج لایه‌های فلزی با شیب بالای ۴۵ درجه مورد استفاده قرار گرفته و شرط لازم برای این روش وجود کمر بالای مستحکم می‌باشد. در ایران معدن سرب و روی کوشک به روش استخراج از طبقات فرعی به صورت مکانیزه استخراج می‌گردد.
- روش استخراج معدن زیرزمینی تخریب در طبقات فرعی (Sublevel caving)، این روش جزو روش‌های تخریبی استخراج زیرزمینی به‌شمار می‌آید در ایران معدن چهار گنبد کرمان به این روش استخراج می‌گردد. از مسائل مهم در این روش، فاصله طبقات فرعی است. بر اساس تعریف، فاصله بهینه طبقات فرعی فاصله‌ای است که به ازای آن، هزینه‌های استخراج کمینه شود.
- روش استخراج VCR (Vertical Crater Retreat)، یکی از روش‌های خاص استخراج از طبقات فرعی و روش انباره‌ای، روش VCR می‌باشد. این روش در کانسارهای پرشیبی مورد استفاده قرار می‌گیرد، که بتوان در بالا و پایین ماده معدنی یک برش افقی ایجاد کرد. در این روش نیازی به رفتن پرسنل به داخل کارگاه نیست، آماده‌سازی‌ها از راهروهای پایینی و بالایی انجام می‌شود.

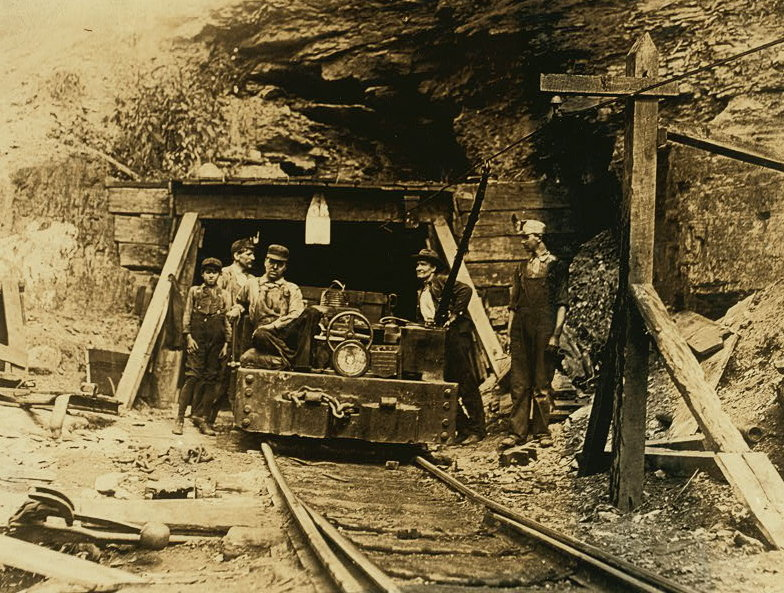
ورودی یک معدن افقی در سال ۱۹۰۸ در ویرجینیای غربی
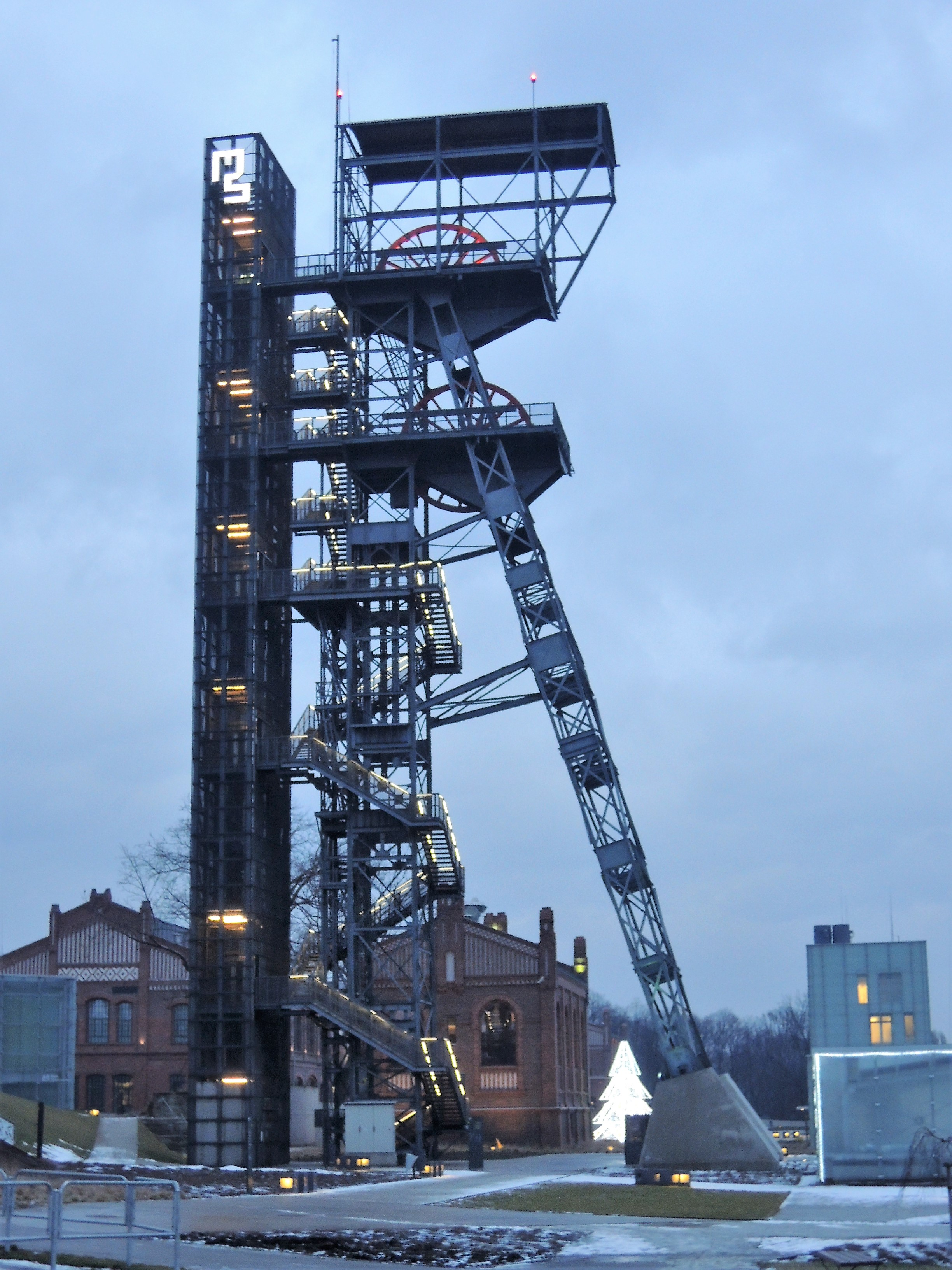
شافت یک معدن استخراج عمودی، که در حال حاضر تبدیل به یک موزه شده است.
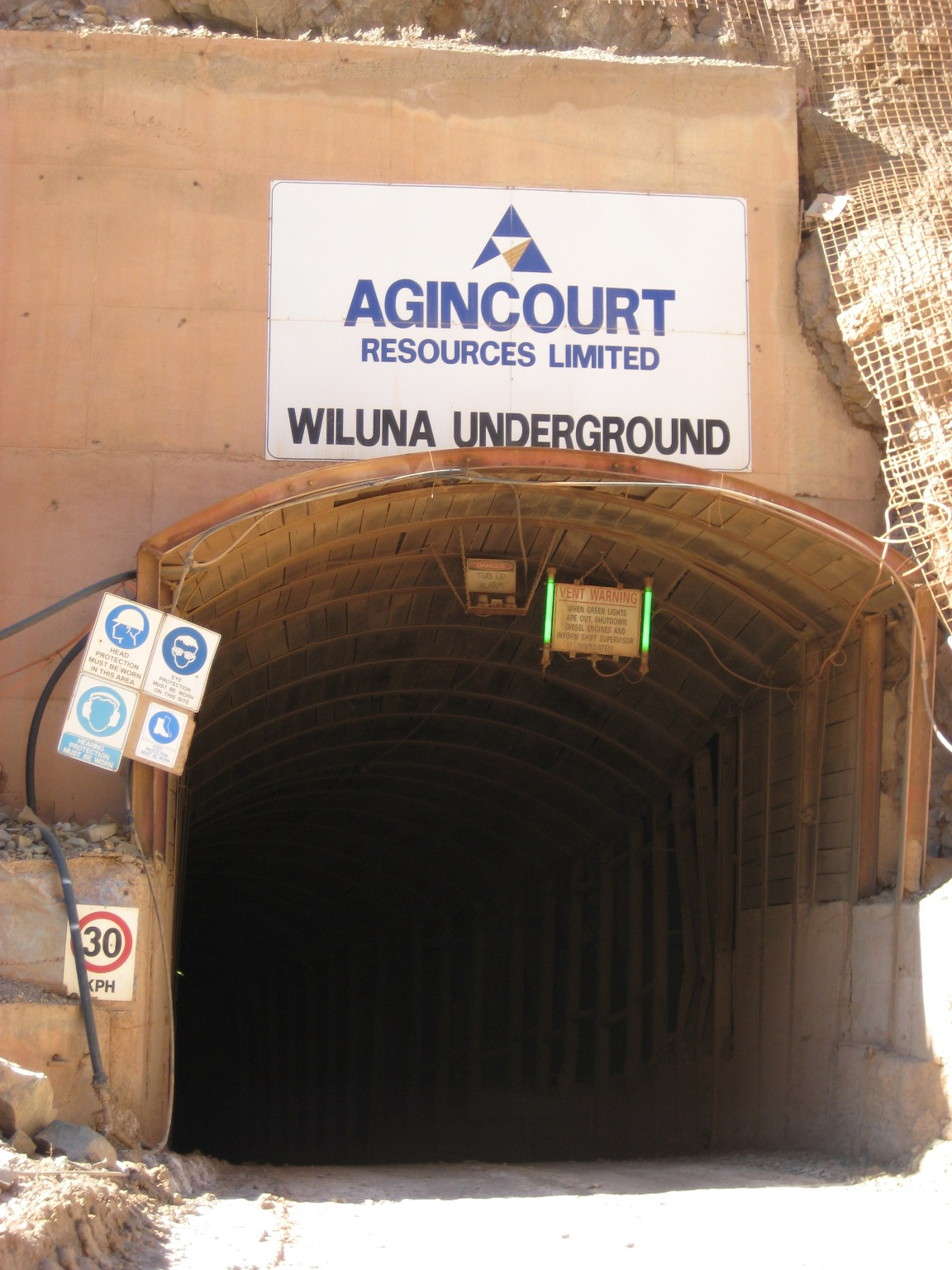
درگاه آسانسور یک معدن زیرزمینی.
یک مدل سه بعدی از یک معدن زیرزمینی مدرن با مسیرهای دسترسی به شافت
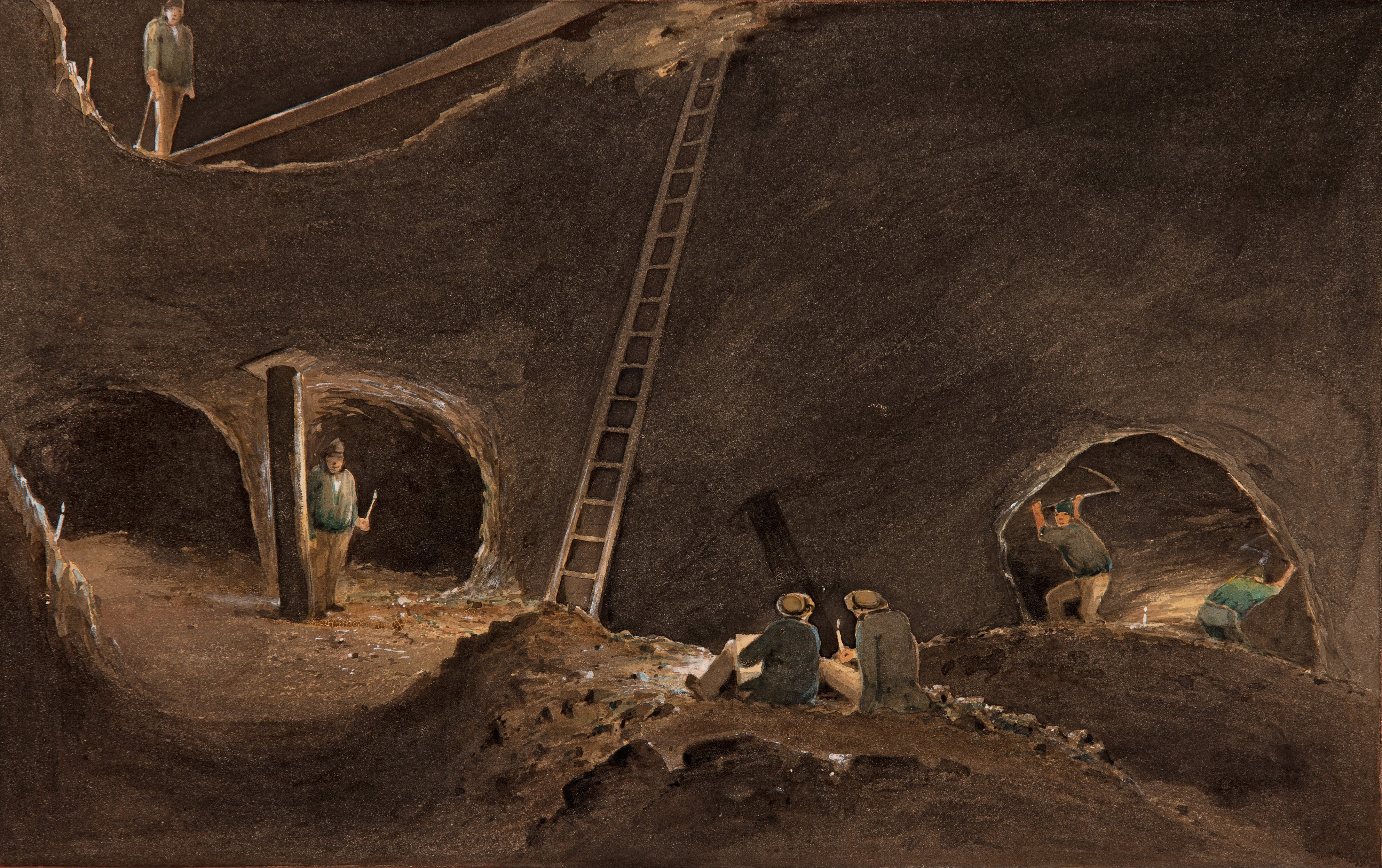
یک نقاشی از یک اتاقک یک معدن استخراج انباره ای در سال ۱۸۴۷
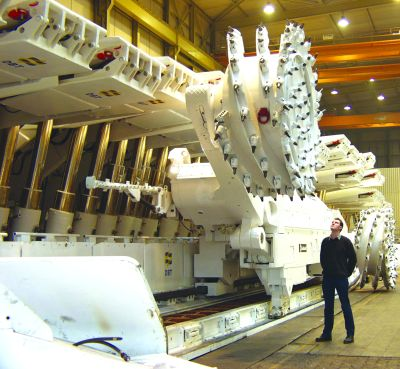
کارگیرهای هیدرولیکی، نوار نقاله و شیرر (برش دهنده) که در استخراج دیوار طولانی استفاده می‌شوند.

### استخراج دیواره بلند
استخراج دیواره بلند شکل دیگری از استخراج سطحی است که از استخراج آگری (استخراج به وسیله مته مارپیچ) حاصل شده است. در استخراج دیواره بلند، درز رگه زغال‌سنگ توسط یک دستگاه هیدرولیکی با مکانیزم انتقال تیر هیدرولیکی (PTM) باز می‌شود. با استفاده از یک دستگاه تصویربرداری ویدئویی یا یک سنسور اشعه گاما یا سایر سیستم‌های Geo-Radar مانند سنسور تشخیص رابط زغال‌سنگ-سنگ (CID)، اپراتور می‌تواند رابط درز-سنگ را ببیند و پیشرفت مستمر معدن را هدایت کند.

## انواع تجهیزات و ماشین آلات برای معدنکاری
- بیل مکانیکی یا بیل هیدرولیکی: اولین مورد در تجهیزات و ماشین آلات معدن، بیل های هیدرولیکی و یا معدنی که اغلب بیل مکانیکی هم شناخته می شوند، از بیل های بخار گذشته تکامل یافته اند. بسیاری از طرح‌های فعلی از هیدرولیک برای به حرکت درآوردن بیل از میان مواد سخت استفاده می‌کنند.
- لودر: لودرها یک نوع ابزار معدنکاری بسیار جمع و جور و مانورپذیر است که در معدنکاری زیرزمینی استفاده میشود که به طور خاص برای کارهای زیرزمینی طراحی شدهاست. درست همانطور که از نام آنها پیداست ، این ابزارهای معدن مواد معدنی را بارگیری و از بین می برند.از آنجا که لود ها می توانند در محوطه های کوچک نیز کارآمد باشند، تجهیزات معدن زیرزمینی مانند این ها دارای الزامات منحصر به فرد هستند.
- کامیون کمپرسی (دامپتراک): کامیون‌های بزرگ مخصوص حمل مواد معدنی از محل استخراج به محل پردازش یا انبار هستند.
- حفارهای تونل (TBM) یا Tunnel Boring Machines: یکی از تکنولوژی‌های مهم در حفاری تونل‌ها هستند. این دستگاه‌ها با استفاده از چرخ‌های حفاری و سیستم‌های مختلف، می‌توانند تونل‌های بزرگ را با سرعت و دقت حفاری کنند.‌TBM ها معمولاً در حفاری تونل‌های سنگفرش، آب‌رسانی و ترابری استفاده می‌شوند.
- دستگاه های خردکننده: این دستگاه ها به طور کلی برای کاهش اندازه سنگ‌ها و مواد معدنی قبل از فرآوری استفاده می‌شوند. دستگاه‌های خردکننده در معدنکاری به دستگاه‌هایی اطلاق می‌شود که به ارتقاء کیفیت مواد و کاهش اندازه آن‌ها کمک می‌کنند. این دستگاه‌ها معمولاً در فرآیندهای مختلفی صنعت معدن به صورت، پیش‌فرآیند، و پس‌فرآیند استفاده می‌شوند.
- نوار نقاله: نوار نقاله یکی از ابزارهای حیاتی در معدنکاری است که برای انتقال مواد مختلف از یک نقطه به نقطه دیگر استفاده می‌شود. در اینجا به چند مورد از کاربردها و ویژگی‌های نوار نقاله در معدنکاری شامل موارد زیر است:

انتقال مواد معدنی: نوار نقاله‌ها برای انتقال مواد معدنی از محل استخراج به محل فرآوری استفاده می‌شوند. این کار باعث کاهش هزینه‌ها و زمان انتقال مواد می‌شود.انتقال خاک و سنگ‌ریزه: در پروژه‌های معدنی، نوار نقاله‌ها برای انتقال خاک و سنگ‌ریزه از محل حفاری به محل دفن یا فرآوری استفاده می‌شوند.نوار نقاله‌های متحرک: برخی از نوار نقاله‌ها به گونه‌ای طراحی شده‌اند که قابل حرکت هستند و می‌توانند به نقاط مختلف معدن منتقل شوند.کاربرد در معادن زیرزمینی: نوار نقاله‌ها در معادن زیرزمینی برای انتقال مواد استخراج شده به سطح زمین استفاده می‌شوند.
به صورت کلی ،برای انتقال مواد معدنی از یک نقطه به نقطه دیگر در معدن، به ویژه در مسافت‌های طولانی، کاربرد دارد.
- پمپ ها:

پمپ‌ها در صنعت معدنکاری نقش بسیار مهمی دارند. از جمله کاربردهای اصلی آن‌ها می‌توان به موارد زیر اشاره کرد:
انتقال مواد: پمپ‌ها برای انتقال مواد مختلف مانند آب، خاک، و مواد سنگی از یک محل به محل دیگر استفاده می‌شوند.
پاک‌کردن: پمپ‌ها برای پاک‌کردن محل‌های معدنی از آب و خاک استفاده می‌شوند.
پمپاژ: پمپ‌ها برای پمپاژ مواد معدنی مانند آهن، آلومینیوم و طلا استفاده می‌شوند.
پمپ‌های برقی: این پمپ‌ها برای انتقال مواد باریک و سریع‌تر از مواد سنگی و خاک استفاده می‌شوند.
پمپ‌های بادی: این پمپ‌ها برای انتقال مواد با استفاده از انرژی باد استفاده می‌شوند.
- دستگاه‌های حفاری (Drills):

برای ایجاد سوراخ‌هایی در زمین جهت انفجار یا نمونه‌برداری کاربرد دارند. موارد استفاده برای حفاری های سنگ و دوار عبارتند از:
ایجاد سوراخ در زمین برای دریافت انفجار معدن سطحی
حفاری برای تولید چاه
حفاری در سنگ پیش شکاف
گسترش پایگاه معدن
- سیستم‌های تهویه: سیستم های تهویه برای حضور کارگران در معادن به دلیل ماهیت مضر زغال سنگ و به ویژه گرد و غبار زغال سنگ بسیار مهم است. از این سیستم ها برای تأمین هوای پاک برای کارگران و تنظیم دمای زیر زمین استفاده می شود. به عبارتی در معادن زیرزمینی برای تأمین هوای تازه و کنترل دما ضروری هستند.
- بولدوزر ها: بولدوزرها محرک هایی هستند که خاک را از یک منطقه به منطقه دیگر می کشند.  بولدوزرهای معدنی بزرگ می توانند به راحتی مواد را در اطراف محل معدن حمل کنند. بولدوزرها اکنون می توانند در محدوده وسیع تری از زمین کار کنند زیرا وسایل نقلیه با چرخ یا مسیر در دسترس هستند.
- ماشین‌آلات سنگ‌شکن: دستگاه‌های سنگ‌شکن در معدن‌کاری برای شکستن سنگ‌ها و آجرها استفاده می‌شوند. این دستگاه‌ها معمولاً از یک سیستم پیچیده از چرخ‌ها، چرخ‌های چرخ‌دار، و چرخ‌های چرخ‌ناک تشکیل شده‌اند که با همکاری یکدیگر سنگ‌ها را به طور مداوم شکنده و به اندازه‌های کوچک‌تری تبدیل می‌کنند. این دستگاه‌ها می‌توانند برای شکستن سنگ‌های بزرگ و سنگ‌های کوچک و همچنین آجرها استفاده شوند.